# Меньшиков, Иван Николаевич
Ива́н Никола́евич Ме́ньшиков (23 июня 1914, Айлино, Саткинский район — 28 апреля 1943, Мозырь) — русский и ненецкий писатель.

## Биография
Родился в крестьянской семье. Детство и отрочество прошло в селе Леуза (в настоящее время Башкортостан).
В 1928 году, после окончания семилетней школы, вступил в комсомол. Сдал экзамены в авиационный техникум Центрального аэрогидродинамического института им. Н. Е. Жуковского, но не окончил его «из-за тяжелого материального положения семьи». Работал на производстве, затем — журналистом газеты Московской окружной железной дороги, попутно писал и публиковал в различных газетах стихи. Окончил Литературный институт им. А. М. Горького.
С 1934 по 1936 год жил в городе Нарьян-Мар Ненецкого национального округа и работал в газете «Няръяна вындер», где занимался литературной деятельностью: собирал песни, сказки, материалы, которые потом были использованы в пяти книгах. Писатель хорошо узнал быт, нравы, обычаи, особенности характера и психологии коренного населения округа — ненцев. Впечатления от поездок в тундру легли в основу первых произведений: «Друзья из далекого стойбища», «Старик», «Яптэко — вестник радости и печали», «Горящее сердце Данко», «Шах и мат, товарищ!», «До самого сердца земли», «Легенда о Таули из рода Пырерко».
Вместе с поэтом Георгием Суфтиным создал в Нарьян-Маре литературное объединение «Заполярье», в которое, кроме русских литераторов, вошли начинающие ненецкие авторы. Все они стали авторами первых произведений зарождающейся ненецкой литературы.
С первых дней Великой Отечественной войны Меньшиков — корреспондент газеты «Комсомольская правда». Часто выезжал в командировки, писал днем и ночью, в дороге и дома — пьесы, рассказы, очерки, корреспонденции, информационные заметки…
Весной 1943 года был включен в состав пропагандистко-организаторской оперативной группы Задорожного И. В., сформированной ЦК ВЛКСМ, в качестве специального корреспондента. Перед оперативной группой была поставлена задача усилить организационную и политическую работу на оккупированой территории контролируемой советскими партизанами. Наладить выпуск листовок, газет, журналов.
28 апреля в самолёт Ли-2 бортовой номер Л3947 из состава 1-го атп 1-й атд ГВФ загрузили походную типографию, рулоны бумаги, шрифты, медикаменты, взрывчатку для партизан. Взяв на борт оперативную группу экипаж младшего лейтенанта Ильченко М. М. произвел взлёт с аэродрома Внуково. На партизанском аэродроме Дубницкое самолёт встречали бойцы отряда Сабурова. По свидетельствам партизан самолёт выполнив два круга над площадкой начал заход на посадку. На высоте 20-25 метров круто отвернул влево и упал на землю в двухста метров от посадочных костров. В катастрофе погибли 6 членов экипажа и 5 членов оперативной группы.
Позже, однополчанин погибшего экипажа штурман Дубовицкий А. Г. вспоминал, что рейс выполняли два самолёта. Второй самолёт под управлением Фроловского С. А. взлетел с аэродрома Внуково вслед за первым спустя два часа. Успешно преодолев линию фронта экипаж Фроловского в пятидесяти километрах от цели заметил ложный аэродром. По замыслу врага, посадочные костры ложного аэродрома должны были ввести в заблуждение советских лётчиков, выполнявших полёты в тёмное время суток. Что, видимо, и произошло с первым экипажем.
Иван Николаевич Меньшиков похоронен в братской могиле посёлка Лельчицы вместе с погибшими бойцами оперативной группы и экипажем транспортного самолёта.

## Память
Именем Ивана Меньшикова названа улица в Нарьян-Маре. Ещё названа улица где он провел детство в селе Леуза